# Шавалєєв Булат Равільович
Булат Равільович Шавалєєв (рос. Булат Равилевич Шавалеев; 19 вересня 1992, м. Казань, Росія) — російський хокеїст, правий нападник. Виступає за «Ак Барс» (Казань) у Континентальній хокейній лізі. 
Вихованець хокейної школи «Ак Барс» (Казань). Виступав за «Барс» (Казань), «Ак Барс» (Казань), «Нафтовик» (Альметьєвськ).
Батько: Равіль Шавалєєв.